# مارینوواتس
مارینوواتس (به صربی: Marinovac) یک منطقهٔ مسکونی در صربستان است که در زایچار واقع شده‌است. مارینوواتس ۳۰۵ نفر جمعیت دارد.